# 大崎裕一
大崎 裕一 （おおさき ひろかず、1979年1月27日 - ）は、日本のダーツプレイヤー。茨城県出身。A型。170cm。58kg。利き目、右。趣味、麻雀。カードネームは、-H!RO-【GREASE】。

## 使用バレル
- DYNASTY A-FLOW GLADIATOR
- DYNASTY A-FLOW GLADIATOR´【DASH】
- DYNASTY A-FLOW GLADIATOR2

## ホームショップ
- DARTS HIVE 神田小川町
- Real 松戸
- 池袋Rubbers(閉店)